# Измама (филм)
„Измама“ (на английски: Twisted) е американски психологически трилър от 2004 г. на режисьора Филип Кауфман, по сценарий на Сара Торп, и във филма участват Ашли Джъд, Самюъл Джаксън и Анди Гарсия. Филмът се снима в Сан Франциско.